# Романкоуцька волость
Романкоуцька волость — історична адміністративно-територіальна одиниця Хотинського повіту Бессарабської губернії.
Станом на 1886 рік — складалася з 21 поселення, 12 сільських громад. Населення — 17 138 осіб (8941 особа чоловічої статі та 8297 — жіночої), 2995 дворових господарств.
|                     | Площа, десятин | У тому числі орної, дес. |
| ------------------- | -------------- | ------------------------ |
| Сільських громад    | 15868          | 13144                    |
| Приватної власності | 19429          | 9147                     |
| Казенної власності  | —              | —                        |
| Іншої власності     | 416            | 416                      |
| Загалом             | 35713          | 22707                    |

Основні поселення волості:
- Романкоуці — село царачьке[2] при струмкові Рогозі за 65 верст від повітового міста, 2203 особи, 373 двори, православна церква, школа.
- Васкоуці — село царачьке при ярах Вилія та Рудий, 1625 осіб, 287 двори, православна церква, школа, цегельний завод.
- Вітрянка — село царачьке при струмкові, 592 особи, 106 дворів, православна церква.
- Комарове — село царачьке при ярі Шейна, 1507 осіб, 315 двори, православна церква, 3 гончарних заводи.
- Комаровський Полеванів Яр — село царачьке при безіменій річці, 200 осіб, 40 дворів, 2 гончарних заводи.
- Корман — село царачьке при річці Дністер, 1063 особи, 212 дворів, православна церква.
- Кулішівка — село царачьке при струмкові, 541 особа, 101 двір, православна церква.
- Молодова[3] — село царачьке при річці Дністер, 1220 осіб, 224 двори, православна церква, школа.
- Непоротове — село царачьке при річці Дністер, 1119 осіб, 204 двори, православна церква, пивоварений завод.
- Селище — село царачьке при річці Балка, 2271 особа, 381 двір, православна церква, школа.
- Сербичани — село царачьке при струмкові Драдище, 497 осіб, 86 дворів, православна церква.
- Шебутинці — село царачьке при ярах Батирський та Клевський, 1394 особа, 258 двір, православна церква, паровий млин.
- Яноуці — село царачьке при річках Паньківська, Янова та Горянська, 1608 осіб, 282 двори, православна церква, школа, цегельний завод, винокурений завод.